# 이스탄불 고고학 박물관
이스탄불 고고학 박물관(튀르키예어: İstanbul Arkeoloji Müzeleri)은 터키 이스탄불의 에미뇌뉘 지구에 위치한 고고학 박물관 세 개에 대한 총칭이다.
이스탄불 고고학 박물관은 다음의 박물관 세 개로 구성되어 있다:
1. 고고학 박물관 (본 건물)
2. 고대 오리엔트 박물관
3. 이슬람 미술 박물관 (타일 키오스크 건물 내).

## 같이 보기
- 아나톨리아 문명 박물관